# Козељск
Козељск (рус. Козельск) град је у Русији у Калушкој области. Према попису становништва из 2010. у граду је живело 18245 становника.

## Становништво
| 1939. | 1959.  | 1970.  | 1979.  | 1989.  | 2002.  | 2010.  |
| ----- | ------ | ------ | ------ | ------ | ------ | ------ |
| 8.200 | 12.114 | 13.026 | 19.789 | 19.735 | 19.907 | 18.245 |